# The Glorias
Pour plus de détails, voir Fiche technique et Distribution.
The Glorias est un film américain réalisé par Julie Taymor, sorti en 2020.

## Synopsis
La vie de la journaliste féministe Gloria Steinem.

## Fiche technique
- Titre : The Glorias
- Réalisation : Julie Taymor
- Scénario : Julie Taymor et Sarah Ruhl d'après le livre My Life on the Road de Gloria Steinem
- Musique : Elliot Goldenthal
- Photographie : Rodrigo Prieto
- Montage : Sabine Hoffman
- Production : Lynn Hendee, Alex Saks, Julie Taymor et Gregg Temkin
- Société de production : Artemis Rising Foundation, Page Fifty-Four Pictures et The Glorias
- Pays :  États-Unis
- Genre : Biopic, drame et historique
- Durée : 147 minutes
- Dates de sortie : 
  - États-Unis : 30 septembre 2020
  - France : 30 septembre 2020

## Distribution
- Julianne Moore : Gloria
- Alicia Vikander : Gloria de 20 à 40 ans
- Timothy Hutton : Leo Steinem
- Bette Midler : Bella Abzug
- Janelle Monáe : Dorothy Pitman Hughes
- Lulu Wilson : Gloria adolescente
- Ryan Kiera Armstrong : Gloria enfant
- Gloria Steinem : elle-même
- Enid Graham : Ruth Steinem
- Olivia Olson : Susanne Steinem
- Olivia Jordan : Ruby
- Kathrine Barnes : Rockette
- Deetta West : Mme. Green
- Jim McKeny : Saul Bellow
- Tom Nowicki : Dr. London
- Monica Sanchez : Dolores Huerta
- Lorraine Toussaint : Florynce Kennedy
- Charles Green : Theodore H. White
- Nakeisha Daniel : Shirley
- Margo Moorer : Barbara Jordan
- Ariadne Joseph : Dr. Gloria Scott
- Kimberly Guerrero : Wilma Mankiller
- Mo Brings Plenty : Charlie Soap
- Joe D. Lauck : le père Egan
- D. W. Moffett : Stan
- Leon : Frank
- Alan Cassman : David Susskind
- Andrew Hartzell : David

## Accueil
Le film a reçu un accueil mitigé de la critique. Il obtient un score moyen de 58 % sur Metacritic.